# 千叶县旗
千葉县旗（日语：／ Chiba ken ki）是日本千葉县的象征性旗帜。

## 概要
县章在1909年12月28日第378号县公告上通过制定。片假名“チ”与“ハ”组合成的图案。除继承自旧东京市章的东京都章外（都章于1943年制定），千叶县章是现在都道府县章中最古老的。根据旧著作权法规定，于1940年1月1日在公共场合施行。
县旗于1963年7月29日第328号县告示通过制定。代表希望与发展的天空藍（空色）作为底色、在中央用白色盖上县花（菜花）图案的县章，同时县章周围用黄色描出细轮廓。

## 标志
2006年11月2日，仲条正义根据独自设计的手书字体“千叶”设计了标志记号，并发表了消息，但得到了县民的普遍差评。

## 脚注
1. ↑  千葉県徽章[永久]
2. ↑  千葉県旗[永久]
3. ↑  新しい千葉県ロゴの作成について （页面存档备份，存于）（千葉県総合企画部報道広報課）
4. ↑  「ちば」と「さいたま」 どっちがダサイ （页面存档备份，存于）（J-CAST、2006年11月13日）